# Pui Roi

Pui Roi, respecte del terme d'Abella de la Conca

Pui Roi, pronúncia pallaresa de Puig Roig, és un cap de roca acinglerada del terme municipal d'Abella de la Conca, al Pallars Jussà, situat a la vall de Carreu.
Es troba al nord-oest de l'antic poble de Carreu, en el costat oriental del Clot de Moreu, en una roca acinglerada que tanca el clot pel costat nord-oriental, al nord-oest de Cumó.

## Etimologia
Es tracta d'un topònim romànic purament descriptiu, ja que fa referència a una roca vermella.